# آدام فوگرتی
آدام فوگرتی (انگلیسی: Adam Fogerty؛ زادهٔ ۶ مارس ۱۹۶۹) یک ورزشکار بوکس و راگبی و همچنین یک هنرپیشه اهل بریتانیا است.
از فیلم‌ها یا برنامه‌های تلویزیونی که وی در آن نقش داشته‌است می‌توان به غبار ستاره، قاپ‌زنی، ناامیدی، مین ماشین، آشپزی از صمیم قلب، نیروی نهایی، افسانه، انگشتان سبز، بازی کرد، گاوچران آمریکایی و لیتل ویس اشاره کرد.